# Syndrome d'Ohtahara
Le syndrome d'Ohtahara correspond à une encéphalopathie avec épilepsie survenant chez l'enfant, très invalidante et aboutissant à un retard mental sévère.

## Causes
La mutation de plusieurs gènes est associée à la maladie : ARX, CDKL5, SLC25A22, et STXBP1. 